# Cotoneaster popovii
Cotoneaster popovii es una especie de planta del género Cotoneaster, perteneciente a la familia Rosaceae.

## Taxonomía
Cotoneaster popovii fue descrita por Antonina Poyárkova en 1975.

## Distribución
Se encuentra en el territorio de Tayikistán.